# Izraelskie monety okolicznościowe okresu nowego szekla
Izraelskie monety okolicznościowe z okresu obwiązywania nowego szekla obejmują izraelskie monety niekruszcowe, emitowane przez Bank Izraela od 1985 roku. Mają one status monet obiegowych, a więc są legalnym środkiem płatniczym w państwie. Monety okolicznościowe w tym okresie obejmowały nominały: 5 agor, 10 agor, ½ szekla, 1 szekla, 2 szekli, 5 szekli, 10 szekli emitowano je z okazji: rocznic niepodległości, 40. lat niepodległości Państwa Izrael, święta Chanuka i upamiętnienia ważnych dla Izraela osobistości. Dodatkowo wyemitowano monety półszeklowe odpowiadające seriom kolekcjonerskim monet chanukowych i z okazji dnia niepodległości.

## Serie monet okolicznościowych

### Rocznice niepodległości (piedforty)
Monety okolicznościowe z serii rocznic niepodległościowych wybijane były stemplem lustrzanym jako piedforty (monety wybite na grubym krążku). Monety były emitowane w różnych okresach: 1 agora 1986–1991; 5 agor, 10 agor, ½ szekla, 1 szekel w latach 1986–2000, 5 szekli w latach 1990–2000 a 10 szekli w latach 1995–2000. Wszystkie one posiadały znak mennicy na awersie. Prócz innej grubości monety te nie różniły się niczym od monet obiegowych tego okresu.
Mennica: Mennica Norweska – Kongsberg; Francuska Mennica Państwowa – Paryż; Mennica Państwowa Badenii-Wirtembergii – Stuttgart; Królewska Mennica Holenderska – Utrecht.
| Nominał   | Rok emisji | Stop                                  | Średnica (mm) | Masa (g) | Grubość (mm) | Znak mennicy | Stempel   | Mennica | Nr Krause | Wizerunek   |
| --------- | ---------- | ------------------------------------- | ------------- | -------- | ------------ | ------------ | --------- | --- | --------- | ----------- |
| 1 agora   | 1986–1991  | brązal                                | 15            | 4,4      | 2,7          | ✡            | lustrzany | Francuska Mennica Państwowa Mennica Państwowa Badenii-Wirtembergii Królewska Mennica Holenderska                  | KM# P156  | AwersRewers |
|           |            |                                       |               |          |              |              |           | |           |             |
| 5 agor    | 1986–2000  | brązal                                | 19,5          | 6,6      | 3            | ✡            | lustrzany | Francuska Mennica Państwowa Mennica Państwowa Badenii-Wirtembergii Królewska Mennica Holenderska Mennica Norweska | KM# P157  | AwersRewers |
|           |            |                                       |               |          |              |              |           | |           |             |
| 10 agor   | 1986–2000  | brązal                                | 22            | 8,8      | 3,2          | ✡            | lustrzany | Francuska Mennica Państwowa Mennica Państwowa Badenii-Wirtembergii Królewska Mennica Holenderska Mennica Norweska | KM# P33   | AwersRewers |
|           |            |                                       |               |          |              |              |           | |           |             |
| ½ szekla  | 1986–2000  | brązal                                | 26            | 14,5     | 3,8          | ✡            | lustrzany | Francuska Mennica Państwowa Mennica Państwowa Badenii-Wirtembergii Królewska Mennica Holenderska Mennica Norweska | KM# P34   | AwersRewers |
|           |            |                                       |               |          |              |              |           | |           |             |
| 1 szekel  | 1986–2000  | miedzionikiel                         | 18            | 8,5      | 4            | ✡            | lustrzany | Francuska Mennica Państwowa Mennica Państwowa Badenii-Wirtembergii Królewska Mennica Holenderska Mennica Norweska | KM# P35   | AwersRewers |
|           |            |                                       |               |          |              |              |           | |           |             |
| 5 szekli  | 1990–2000  | miedzionikiel                         | 24            | 14,5     | 4            | ✡            | lustrzany | Mennica Państwowa Badenii-Wirtembergii Królewska Mennica Holenderska Mennica Norweska                             | KM# P55   | AwersRewers |
|           |            |                                       |               |          |              |              |           | |           |             |
| 10 szekli | 1995–2000  | pierścień: stal niklowana rdzeń: brąz | 23            | 11       | 3,5          | ✡            | lustrzany | Królewska Mennica Holenderska                                                                                     | KM# P88   | AwersRewers |

### 40. lat Państwa Izrael
Monety upamiętniające 40. lat Państwa Izrael zostały wyemitowane w 1998 roku jako monety zwykłe i jako piedforty. Ich wyróżnikiem był hebrajski napis „מ' שנים לישראל” na rewersach, który oznacza 40 lat Izraela. W przypadku 5 i 10 agor napis ten znajdował się nad nominałem monety, a w przypadku ½ i 1 szekla napis ten znajdował się pod nominałem wzdłuż otoku. Walory te nie posiadają znaku mennicy. Monety zwykłe były wybijane stemplem zwykłym w brązalu i miedzioniklu, a piedforty stemplem lustrzanym w niklu.
Mennica: Drukarnia Rządowa – Jerozolima; Mennica Państwowa Badenii-Wirtembergii – Stuttgart.
| Nominał | Rok emisji | Stop          | Średnica (mm) | Masa (g) | Piedfort | Grubość (mm) | Stempel   | Mennica                                | Nakład  | Nr Krause | Wizerunek   |
| ------- | ---------- | ------------- | ------------- | -------- | -------- | ------------ | --------- | -------------------------------------- | ------- | --------- | ----------- |
| 1 agora | 1988       | brązal        | 17            | 2,04     | nie      | -            | zwykły    | Drukarnia Rządowa                      | 504 000 | KM# 193   | AwersRewers |
| 1 agora | 1988       | nikiel        | 17            | 4,8      | tak      | 2,7          | lustrzany | Mennica Państwowa Badenii-Wirtembergii | 12 027  | KM# 193P  | AwersRewers |
|         |            |               |               |          |          |              |           |                                        |         |           |             |
| 5 agor  | 1988       | brązal        | 19,5          | 3        | nie      | -            | zwykły    | Drukarnia Rządowa                      | 504 000 | KM# 194   | AwersRewers |
| 5 agor  | 1988       | nikiel        | 19,5          | 7,25     | tak      | 3            | lustrzany | Mennica Państwowa Badenii-Wirtembergii | 12 027  | KM# P32A  | AwersRewers |
|         |            |               |               |          |          |              |           |                                        |         |           |             |
| 10 agor | 1988       | brązal        | 22            | 4        | nie      | -            | zwykły    | Drukarnia Rządowa                      | 504 000 | KM# 195   | AwersRewers |
| 10 agor | 1988       | nikiel        | 22            | 9,65     | tak      | 3,2          | lustrzany | Mennica Państwowa Badenii-Wirtembergii | 12 027  | KM# P33A  | AwersRewers |
|         |            |               |               |          |          |              |           |                                        |         |           |             |
| ½ ILS   | 1988       | brązal        | 26            | 6,5      | nie      | -            | zwykły    | Drukarnia Rządowa                      | 500 000 | KM# 196   | AwersRewers |
| ½ ILS   | 1988       | nikiel        | 26            | 16       | tak      | 3,8          | lustrzany | Mennica Państwowa Badenii-Wirtembergii | 12 027  | KM# P34A  | AwersRewers |
|         |            |               |               |          |          |              |           |                                        |         |           |             |
| 1 ILS   | 1988       | miedzionikiel | 18            | 4        | nie      | -            | zwykły    | Drukarnia Rządowa                      | 504 000 | KM# 197   | AwersRewers |
| 1 ILS   | 1988       | nikiel        | 18            | 8,5      | tak      | 4,9          | lustrzany | Mennica Państwowa Badenii-Wirtembergii | 12 027  | KM# P35A  | AwersRewers |

### Chanuka
Monety z serii chanukowej były wybijane stemplem zwykłym. Niektóre posiadały znak mennicy, inne nie. Awersy nie różniły się wyglądem od awersów monet obiegowych tego okresu. Na legendzie rewersu, pod nominałem i nazwą waluty znalazła się mała chanukija, po jej lewej stronie napis w języku angielskim „HANUKKA”, a po prawej nazwa święta po hebrajsku „חנוכה”. W przypadku monet o nominałach 1, 5 i 10 agor napis ten znajdował się nad nominałem, w przypadku reszty monet pod nominałem. Seria ta objęła wszystkie nominały.
Mennica: Swissmint – Berno; Drukarnia Rządowa – Jerozolima; Francuska Mennica Państwowa – Paryż; Mennica Państwowa Badenii-Wirtembergii – Stuttgart; Królewska Mennica Holenderska – Utrecht.
| Nominał | Rok emisji      | Stop                                  | Średnica (mm) | Masa (g) | Stempel | Znak mennicy | Mennica                                                                                        | Nr Krause | Wizerunek   |
| ------- | --------------- | ------------------------------------- | ------------- | -------- | ------- | ------------ | ---------------------------------------------------------------------------------------------- | --------- | ----------- |
| 1 agora | 1986–1991       | brązal                                | 17            | 2        | zwykły  | brak         | Drukarnia Rządowa                                                                              | KM# 171   |             |
|         |                 |                                       |               |          |         |              |                                                                                                |           |             |
| 5 agor  | 1986–1992       | brązal                                | 19,5          | 3        | zwykły  | brak         | Drukarnia Rządowa                                                                              | KM# 172   |             |
| 5 agor  | 1993–2007       | brązal                                | 19,5          | 3        | zwykły  | ✡            | Królewska Mennica Holenderska                                                                  | KM# 172A  |             |
|         |                 |                                       |               |          |         |              |                                                                                                |           |             |
| 10 agor | 1986–1992       | brązal                                | 22            | 4        | zwykły  | brak         | Francuska Mennica Państwowa Drukarnia Rządowa                                                  | KM# 173   |             |
| 10 agor | 1993–2010       | brązal                                | 22            | 4        | zwykły  | ✡            | Królewska Mennica Holenderska                                                                  | KM# 173A  |             |
|         |                 |                                       |               |          |         |              |                                                                                                |           |             |
| ½ ILS   | 1986–1992       | brązal                                | 26            | 6,5      | zwykły  | brak         | Francuska Mennica Państwowa Drukarnia Rządowa                                                  | KM# 174   |             |
| ½ ILS   | 1993–2010       | brązal                                | 26            | 6,5      | zwykły  | ✡            | Królewska Mennica Holenderska                                                                  | KM# 174A  |             |
|         |                 |                                       |               |          |         |              |                                                                                                |           |             |
| 1 ILS   | 1985–1992       | miedzionikiel                         | 18            | 4        | zwykły  | brak         | Swissmint Francuska Mennica Państwowa Mennica Państwowa Badenii-Wirtembergii Drukarnia Rządowa | KM# 163   |             |
| 1 ILS   | 1993–1998, 2007 | miedzionikiel                         | 18            | 4        | zwykły  | ✡            | Królewska Mennica Holenderska                                                                  | KM# 163A  |             |
| 1 ILS   | 1999–2006       | stal niklowana                        | 18            | 3,6      | zwykły  | ✡            | Królewska Mennica Holenderska                                                                  | KM# 163B  |             |
| 1 ILS   | 2008–2010       | stal niklowana                        | 18            | 3,6      | zwykły  | ✡            | Królewska Mennica Holenderska                                                                  | KM# 163C  |             |
|         |                 |                                       |               |          |         |              |                                                                                                |           |             |
| 2 ILS   | 2007–2010       | stal niklowana                        | 21,6          | 5,7      | zwykły  | ✡            | Królewska Mennica Holenderska                                                                  | KM# 432   | AwersRewers |
|         |                 |                                       |               |          |         |              |                                                                                                |           |             |
| 5 ILS   | 1990–1992       | miedzionikiel                         | 24            | 8,2      | zwykły  | brak         | Drukarnia Rządowa                                                                              | KM# 217   | AwersRewers |
| 5 ILS   | 1993–2007       | miedzionikiel                         | 24            | 8,2      | zwykły  | ✡            | Królewska Mennica Holenderska                                                                  | KM# 217A  | AwersRewers |
| 5 ILS   | 2008–2010       | miedzionikiel                         | 24            | 8,2      | zwykły  | ✡            | Królewska Mennica Holenderska                                                                  | KM# 217B  | AwersRewers |
|         |                 |                                       |               |          |         |              |                                                                                                |           |             |
| 10 ILS  | 1995–2010       | pierścień: stal niklowana rdzeń: brąz | 23            | 7        | zwykły  | ✡            | Królewska Mennica Holenderska                                                                  | KM# 315   | AwersRewers |

### Seria ½ szekla
W ramach tej serii wyemitowano 24 typy monet. W latach 1993–1994 i 2001–2009 wybijano jeden typ monety, z kolei w latach 1995–2000 wybijano monetę z okazji Chanuki i z okazji rocznicy niepodległości. Monety niepodległościowe wybijano jako piedforty. Jedna moneta (z 2002 roku) posiada omyłkowo wybity znak mennicy, pozostałe go nie posiadają. Jedyną monetą półszeklową, która nie posiadała swojego odpowiednika w kolekcjonerskich monetach serii chanukowej lub serii Dnia Niepodległości była moneta z chanukija z Curaçao. Wszystkie monety tej serii są okrągłe, jednak ich otoki są w kształcie dwunastokąta foremnego.
Mennica: Mennica Norweska – Kongsberg; Królewska Mennica Holenderska – Utrecht.
| Moneta ½ szekla                                                 | Rok emisji | Stop   | Średnica (mm) | Masa (g) | Piedfort | Grubość (mm) | Znak mennicy | Stempel   | Mennica                       | Okazja                 | Nakład | Nr Krause | Wizerunek   |
| --------------------------------------------------------------- | ---------- | ------ | ------------- | -------- | -------- | ------------ | ------------ | --------- | ----------------------------- | ---------------------- | ------ | --------- | ----------- |
| Chanukija z Theresienstadt                                      | 1993       | brązal | 26            | 6,5      | nie      | -            | brak         | zwykły    | Królewska Mennica Holenderska | Chanuka                | 11 956 | KM# 303   | AwersRewers |
|                                                                 |            |        |               |          |          |              |              |           |                               |                        |        |           |             |
| Jakość środowiska                                               | 1994       | brązal | 26            | 14,5     | tak      | 3,8          | brak         | lustrzany | Królewska Mennica Holenderska | 46. lat niepodległości | 8000   | KM# P78   | AwersRewers |
|                                                                 |            |        |               |          |          |              |              |           |                               |                        |        |           |             |
| Chanukija z USA                                                 | 1994       | brązal | 26            | 6,5      | nie      | -            | brak         | zwykły    | Królewska Mennica Holenderska | Chanuka                | 12 000 | KM# 304   | AwersRewers |
|                                                                 |            |        |               |          |          |              |              |           |                               |                        |        |           |             |
| Medycyna w Izraelu                                              | 1995       | brązal | 26            | 14,5     | tak      | 3,8          | brak         | lustrzany | Królewska Mennica Holenderska | 47. lat niepodległości | 10 000 | KM# P85   | AwersRewers |
|                                                                 |            |        |               |          |          |              |              |           |                               |                        |        |           |             |
| Chanukija z Francji                                             | 1995       | brązal | 26            | 6,5      | nie      | -            | brak         | zwykły    | Królewska Mennica Holenderska | Chanuka                | 7500   | KM# 305   | AwersRewers |
|                                                                 |            |        |               |          |          |              |              |           |                               |                        |        |           |             |
| 3000 lat Jerozolimy                                             | 1996       | brązal | 26            | 14,5     | tak      | 3,8          | brak         | lustrzany | Mennica Norweska              | 48. lat niepodległości | 8000   | KM# P93   | AwersRewers |
|                                                                 |            |        |               |          |          |              |              |           |                               |                        |        |           |             |
| Chanukija z Rosji                                               | 1996       | brązal | 26            | 6,5      | nie      | -            | brak         | zwykły    | Królewska Mennica Holenderska | Chanuka                | 7500   | KM# 318   | AwersRewers |
|                                                                 |            |        |               |          |          |              |              |           |                               |                        |        |           |             |
| 100. rocznica I Kongresu Syjonistycznego                        | 1997       | brązal | 26            | 14,5     | tak      | 3,8          | brak         | lustrzany | Mennica Norweska              | 49. lat niepodległości | 6000   | KM# P101  | AwersRewers |
|                                                                 |            |        |               |          |          |              |              |           |                               |                        |        |           |             |
| Chanukija z Anglii                                              | 1997       | brązal | 26            | 6,5      | nie      | -            | brak         | zwykły    | Królewska Mennica Holenderska | Chanuka                | 10 000 | KM# 314   | AwersRewers |
|                                                                 |            |        |               |          |          |              |              |           |                               |                        |        |           |             |
| 50 lat Państwa Izrael                                           | 1998       | brązal | 26            | 14,5     | tak      | 3,8          | brak         | lustrzany | Mennica Norweska              | 50. lat niepodległości | 10 000 | KM# P109  | AwersRewers |
|                                                                 |            |        |               |          |          |              |              |           |                               |                        |        |           |             |
| Menora spod Knesetu                                             | 1998       | brązal | 26            | 6,5      | nie      | -            | brak         | zwykły    | Królewska Mennica Holenderska | Chanuka                | 8000   | KM# 331   | AwersRewers |
|                                                                 |            |        |               |          |          |              |              |           |                               |                        |        |           |             |
| Przemysł oparty na wiedzy                                       | 1999       | brązal | 26            | 14,5     | tak      | 3,8          | brak         | lustrzany | Mennica Norweska              | 51. lat niepodległości | 6000   | KM# P117  | AwersRewers |
|                                                                 |            |        |               |          |          |              |              |           |                               |                        |        |           |             |
| Chanukija z Jerozolimy                                          | 1999       | brązal | 26            | 6,5      | nie      | -            | brak         | zwykły    | Królewska Mennica Holenderska | Chanuka                | 7000   | KM# 332   | AwersRewers |
|                                                                 |            |        |               |          |          |              |              |           |                               |                        |        |           |             |
| „(...), ale będziesz miłował bliźniego jak siebie samego (...)” | 2000       | brązal | 26            | 14,5     | tak      | 3,8          | brak         | lustrzany | Mennica Norweska              | 52. lat niepodległości | 4000   | KM# P125  | AwersRewers |
|                                                                 |            |        |               |          |          |              |              |           |                               |                        |        |           |             |
| Chanukija z Curaçao                                             | 2000       | brązal | 26            | 6,5      | nie      | -            | brak         | zwykły    | Królewska Mennica Holenderska | Chanuka                | 4000   | KM# 354   | AwersRewers |
|                                                                 |            |        |               |          |          |              |              |           |                               |                        |        |           |             |
| Chanukija z Jemenu                                              | 2001       | brązal | 26            | 6,5      | nie      | -            | brak         | zwykły    | Królewska Mennica Holenderska | Chanuka                | 4000   | KM# 355   | AwersRewers |
|                                                                 |            |        |               |          |          |              |              |           |                               |                        |        |           |             |
| Chanukija z Polski                                              | 2002       | brązal | 26            | 6,5      | nie      | -            | מ            | zwykły    | Królewska Mennica Holenderska | Chanuka                | 3000   | KM# 389   | AwersRewers |
|                                                                 |            |        |               |          |          |              |              |           |                               |                        |        |           |             |
| Chanukija z Babilonii                                           | 2003       | brązal | 26            | 6,5      | nie      | -            | brak         | zwykły    | Królewska Mennica Holenderska | Chanuka                | 3000   | KM# 390   | AwersRewers |
|                                                                 |            |        |               |          |          |              |              |           |                               |                        |        |           |             |
| Chanukija z Damaszku                                            | 2004       | brązal | 26            | 6,5      | nie      | -            | brak         | zwykły    | Królewska Mennica Holenderska | Chanuka                | 2500   | KM# 391   | AwersRewers |
|                                                                 |            |        |               |          |          |              |              |           |                               |                        |        |           |             |
| Chanukija z Holandii                                            | 2005       | brązal | 26            | 6,5      | nie      | -            | brak         | zwykły    | Królewska Mennica Holenderska | Chanuka                | 3000   | KM# 415   | AwersRewers |
|                                                                 |            |        |               |          |          |              |              |           |                               |                        |        |           |             |
| Chanukija z Corfu                                               | 2006       | brązal | 26            | 6,5      | nie      | -            | brak         | zwykły    | Królewska Mennica Holenderska | Chanuka                | 3000   | KM# 422   | AwersRewers |
|                                                                 |            |        |               |          |          |              |              |           |                               |                        |        |           |             |
| Chanukija z Egiptu                                              | 2007       | brązal | 26            | 6,5      | nie      | -            | brak         | zwykły    | Królewska Mennica Holenderska | Chanuka                | 3000   | KM# 434   | AwersRewers |
|                                                                 |            |        |               |          |          |              |              |           |                               |                        |        |           |             |
| Chanukija z Pragi                                               | 2008       | brązal | 26            | 6,5      | nie      | -            | brak         | zwykły    | Królewska Mennica Holenderska | Chanuka                | 1800   | KM# 436   | AwersRewers |
|                                                                 |            |        |               |          |          |              |              |           |                               |                        |        |           |             |
| Chanukija z Algierii                                            | 2009       | brązal | 26            | 6,5      | nie      | -            | brak         | zwykły    | Królewska Mennica Holenderska | Chanuka                | 1800   | KM# 466   | AwersRewers |

### Osobistości
W ramach serii z osobistościami ważnymi dla Izraela z okresu szekla wyemitowano pięć monet. Na awersie monety z 1986 roku, poza herbem Izraela 44 nazwy pierwszych osiedli żydowskich w Palestynie tworzą kontury profilu i imienia i nazwiska Edmonda Jamesa de Rothschilda. Na awersie monety z 1988 roku znajdują się herb Izraela oraz zarys twarzy Majmonidesa z napisem „הרמב''מ”, czyli Ha-Rambam. Na awersie drugiej monety z 1990 roku są herb Izraela oraz pionowe linie tworzące obrys twarzy Lewiego Eszkola i jego imię i nazwisko w języku hebrajskim. Podobnie wygląda awers monety z 1993, gdzie poza herbem znajdują się pionowe linie tworzące twarz Chaima Weizmana. Przy kołnierzyku jego koszuli znajduje się jego podpis. Na awersie monety z 1995 roku poza herbem pionowe linie tworzą kontury twarzy Goldy Meir, na prawo od twarzy, na otoku znajduje się jej imię i nazwisko zapisane po hebrajsku. Wyglądy rewersów wszystkich monet odpowiadają rewersom zwykłych monet obiegowych tych samych nominałów.
Mennica: Drukarnia Rządowa – Jerozolima; Mennica Bawarska – Monachium; Mennica Państwowa Badenii-Wirtembergii – Stuttgart; Królewska Mennica Holenderska – Utrecht.
| Nominał | Postać                     | Rok emisji | Stop                                  | Średnica (mm) | Masa (g) | Stempel | Mennica                                | Nakład    | Nr Krause | Wizerunek |
| ------- | -------------------------- | ---------- | ------------------------------------- | ------------- | -------- | ------- | -------------------------------------- | --------- | --------- | --------- |
| ½ ILS   | Edmond James de Rothschild | 1986       | brązal                                | 26            | 6,5      | zwykły  | Królewska Mennica Holenderska          | 2 000 000 | KM# 167   |           |
|         |                            |            |                                       |               |          |         |                                        |           |           |           |
| 1 ILS   | Majmonides                 | 1988       | miedzionikiel                         | 18            | 4        | zwykły  | Mennica Bawarska                       | 1 000 000 | KM# 198   |           |
|         |                            |            |                                       |               |          |         |                                        |           |           |           |
| 5 ILS   | Lewi Eszkol                | 1990       | miedzionikiel                         | 24            | 8,2      | zwykły  | Mennica Państwowa Badenii-Wirtembergii | 1 500 000 | KM# 208   |           |
|         |                            |            |                                       |               |          |         |                                        |           |           |           |
| 5 ILS   | Chaim Weizman              | 1993       | miedzionikiel                         | 24            | 8,2      | zwykły  | Drukarnia Rządowa                      | 1 500 000 | KM# 237   |           |
|         |                            |            |                                       |               |          |         |                                        |           |           |           |
| 10 ILS  | Golda Meir                 | 1995       | pierścień: stal niklowana rdzeń: brąz | 23            | 7        | zwykły  | Królewska Mennica Holenderska          | 1 500 000 | KM# 273   |           |

### COVID-19

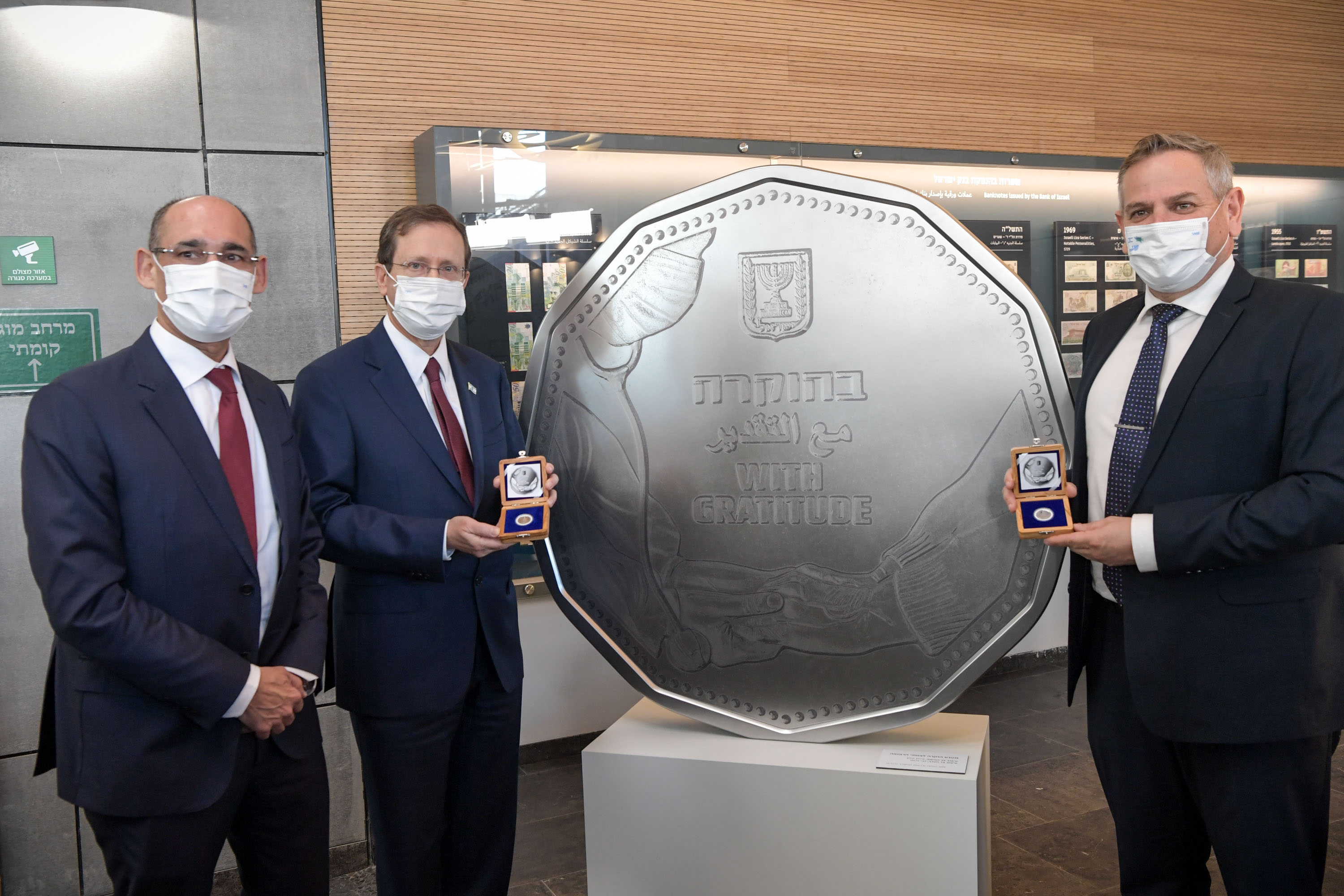
Prezydent Izraela Jicchak Herzog z awersem monety.

2 lipca 2021 roku Bank Izraela ogłosił, że izraelski rząd zaakceptował emisję monety pięcioszeklowej, która miałaby upamiętniać wysiłki izraelskiej służby zdrowia w walce z pandemią COVID-19 w Izraelu. Na jej awersie znajdowałby się napis „z podziękowaniami” w językach angielskim, arabskim i hebrajskim, stetoskop i dłonie przedstawiciela służby zdrowia, które ściskają dłonie pacjenta. Rewers pozostałby niezmieniony (Awers i rewers).